# Ік (Єрмекеєвський район)
Ік (рос. Ик, башк. Ыҡ) — присілок у складі Єрмекеєвського району Башкортостану, Росія. Входить до складу Тарказинської сільської ради.
Населення — 31 особа (2010; 55 в 2002).
Національний склад:
- башкири — 89 %